# 原発ゼロの会
原発ゼロの会（げんぱつゼロのかい）は、原子力発電所をゼロにすることを目指した日本の超党派の議員連盟。

## 概要
福島第一原子力発電所事故の翌年の2012年3月27日、近藤昭一、河野太郎、山内康一、阿部知子、加藤修一が発起人となって発足した。同年6月に具体的な脱原発へのロードマップを示すための「原発危険度ランキング」を発表し、改定を続けている。
シンボルマークのクラゲは、倉本聰の発案による。
2015年10月には共同代表を務めた河野が第3次安倍第1次改造内閣で初入閣し、その後に原発ゼロの会を休会している。
2021年6月3日、「原発ゼロ・再エネ100の会」に改称。

## 参加議員
太字は世話人

### 自由民主党

#### 衆議院
- 河野太郎（共同代表）
- 鈴木貴子
- 永岡桂子

#### 参議院
- 長谷川岳

### 日本維新の会

#### 衆議院
- 杉本和巳

### 立憲民主党

#### 衆議院
- 阿部知子（事務局長）
- 井坂信彦
- 伊藤俊輔
- 逢坂誠二
- 奥野総一郎
- 大河原雅子
- 亀井亜紀子
- 近藤昭一（共同代表）
- 篠原孝
- 中島克仁
- 中谷一馬
- 福田昭夫
- 牧義夫
- 山崎誠
- 吉川元

#### 参議院
- 辻元清美
- 徳永エリ
- 吉田忠智

### 日本共産党

#### 衆議院
- 赤嶺政賢
- 志位和夫
- 塩川鉄也
- 辰巳孝太郎
- 田村貴昭
- 田村智子
- 本村伸子

#### 参議院
- 岩渕友
- 吉良佳子
- 小池晃
- 大門実紀史
- 仁比聡平
- 山添拓

### れいわ新選組

#### 衆議院
- 阪口直人

### 社会民主党

#### 参議院
- 福島瑞穂

## 引退・落選議員
太字は世話人。

### 元衆議院議員

#### 自由民主党
- 河野正美

#### 民主党
- 大谷信盛
- 橘秀徳
- 柳田和己

#### 民進党
- 稲見哲男
- 松崎公昭

#### 日本未来の党
- 加藤学
- 斎藤恭紀
- 中後淳
- 福嶋健一郎
- 三輪信昭
- 中川治

#### 国民の生活が第一
- 石田三示

#### 減税日本・反TPP・脱原発を実現する党
- 平山泰朗

#### 減税日本
- 佐藤夕子

#### 希望の党
- 鈴木望

#### 自由党
- 大谷啓
- 松崎哲久
- 鈴木克昌

#### 旧立憲民主党
- 横路孝弘

#### 立憲民主党
- 赤松広隆
- 岡本英子
- 金子健一
- 川島智太郎
- 菅直人
- 黒田雄
- 日吉雄太
- 藤田一枝
- 村上史好
- 山内康一

#### 国民民主党
- 山崎摩耶

#### 生活の党
- 相原史乃
- 菊池長右ェ門
- 古賀敬章

#### みどりの風
- 山田正彦

#### 日本維新の会
- 内山晃
- 中津川博郷
- 宮崎岳志

#### 日本共産党
- 池内沙織
- 梅村早江子
- 大平喜信
- 笠井亮
- 穀田恵二
- 斉藤和子
- 佐々木憲昭
- 島津幸広
- 清水忠史
- 高橋千鶴子
- 畑野君枝
- 畠山和也
- 藤野保史
- 堀内照文
- 真島省三
- 宮本岳志
- 宮本徹

#### 社会民主党
- 照屋寛徳

#### オリーブの木
- 橋本勉

#### みんなの改革福岡
- 佐藤正夫

#### 無所属
- 秋本真利
- 太田和美
- 柿沢未途
- 亀井静香
- 椎名毅
- 瑞慶覧長敏
- 田中康夫
- 玉置公良
- 玉城デニー
- 長島一由
- 初鹿明博
- 三宅雪子
- 本村賢太郎

### 元参議院議員

#### 自由民主党
- 荒井広幸

#### 民主党
- 今野東
- ツルネン・マルテイ

#### 立憲民主党
- 相原久美子
- 江崎孝
- 江田五月
- 小野次郎
- 神本美恵子
- 川田龍平
- 那谷屋正義
- 姫井由美子
- 真山勇一

#### 公明党
- 加藤修一

#### 社会民主党
- 山内徳信

#### みどりの風
- 谷岡郁子

#### 新党改革
- 平山誠

#### 沖縄社会大衆党
- 糸数慶子

#### 日本共産党
- 井上哲士
- 市田忠義
- 紙智子
- 倉林明子
- 武田良介
- 山下芳生

#### 無所属
- 田城郁